# 前178年
| 千纪： | 前1千纪 |
| 世纪： | 前3世纪 \| 前2世纪 \| 前1世纪                                                                                         |
| 年代： | 前200年代 \| 前190年代 \| 前180年代 \| 前170年代 \| 前160年代 \| 前150年代 \| 前140年代                               |
| 年份： | 前183年 \| 前182年 \| 前181年 \| 前180年 \| 前179年 \| 前178年 \| 前177年 \| 前176年 \| 前175年 \| 前174年 \| 前173年 |
| 纪年： | 西汉汉文帝前元二年 |

## 大事记
- 12月22日，日食。漢文帝下罪己诏。[1]